# Gołąbek pośredni

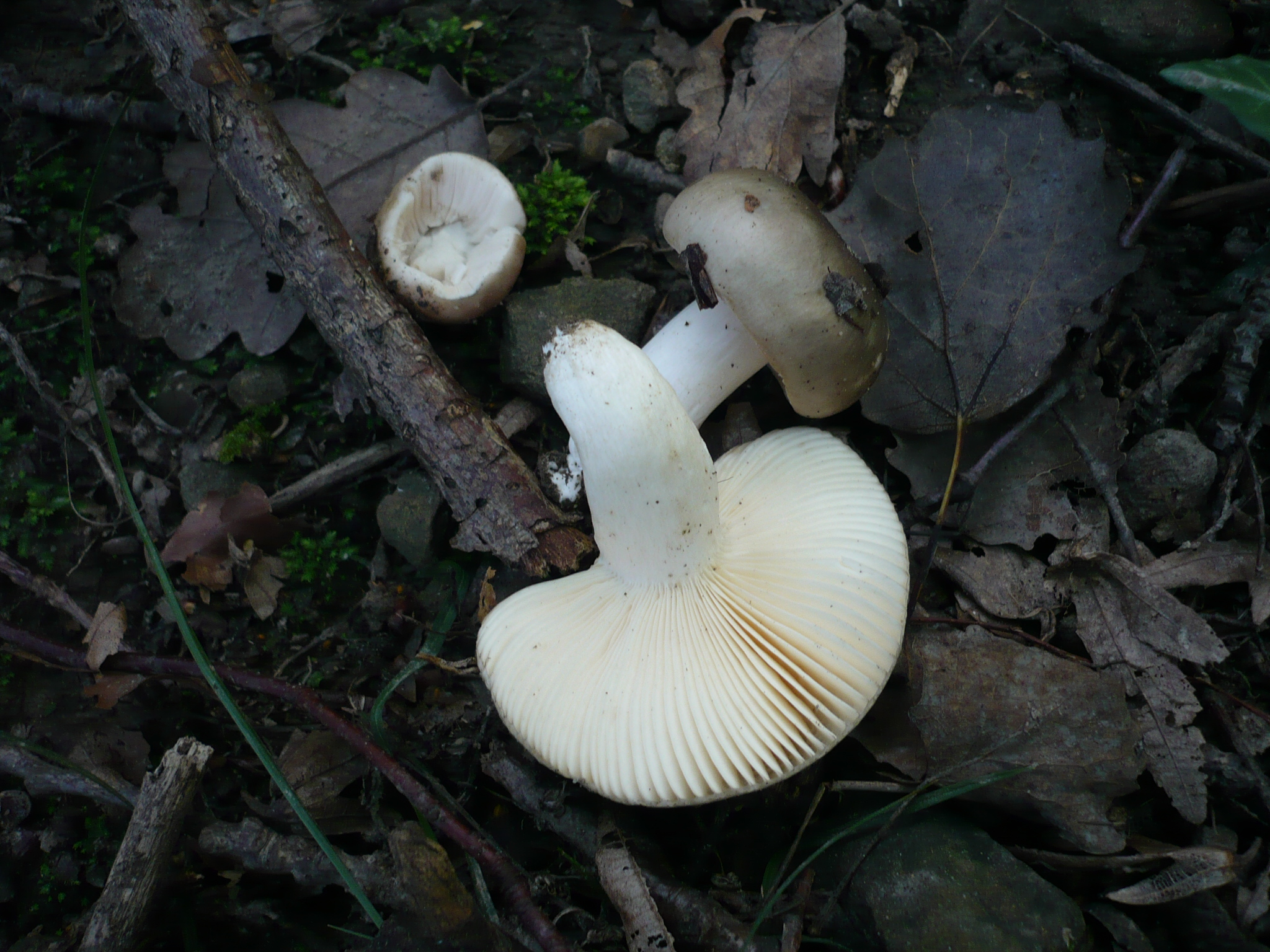

Gołąbek pośredni (Russula medullata Romagn.) – gatunek grzybów należący do rodziny gołąbkowatych (Russulaceae).

## Systematyka i nazewnictwo
Pozycja w klasyfikacji według Index Fungorum: Russula, Russulaceae, Russulales, Incertae sedis, Agaricomycetes, Agaricomycotina, Basidiomycota, Fungi.
Po raz pierwszy opisał go w 1877 r. Henri Charles Louis Romagnesi pod drzewami liściastymi we Francji i nadana przez niego nazwa naukowa jest aktualna. Polską nazwę nadała Alina Skirgiełło w 1991 r.

## Morfologia
Kapelusz
Średnica 4,5–7,5, wyjątkowo do 12 cm, początkowo wypukły, następnie rozpłaszczający się i w końcu głęboko wklęsły. Powierzchnia o barwie oliwkowej, szarooliwkowej, błękitnawozielonkawej lub szaroperłowej, zazwyczaj na środku ciemniejsza, orzechowa lub brązowa, czasami w niektórych miejscach jasnofiołkowa lub brązowa. Brzeg gruby, początkowo podwinięty, potem podgięty, nieco nierówny, gładki lub prążkowany. Skórka gładka, nieco błyszcząca, dająca się zedrzeć do połowy kapelusza.
Blaszki
Początkowo gęste, potem rzadsze, przy trzonie rozwidlone, zężone i nieco zbiegające, przy brzegutępe, początkowo o barwie kości słoniowej, potem z silnym jasnoochrowym odcieniem.
Trzon
Wysokość 2,5–9,5 cm, grubość 1–3,2 cm, jędrny, walcowaty, początkowo pełny, potem watowaty. Powierzchnia biała, z czasem brązowiejąca.
Miąższ
Gruby, biały, u starszych okazów nieco żółknący. Zapach słaby, smak łagodny, tylko w blaszkach nieco ostry. Pod wpływem FeSO4 zmienia barwę na różowopomarańczową.
Wysyp zarodników
Jasnoochrowy.
Cechy mikroskopowe
Podstawki 33–48 × 7,2–9,7 µm. Bazydiospory 6,5–8,7 × 5,5–6,5 μm, jajowate, pokryte tępymi, średniej wielkości brodawkami, hilum nieco amyloidalne. Cystydy 75–100 × 7,2–9,7 μm, wrzecionowate z długim kończykiem. W skórce rozgałęzione włoski i tępe lub główkowate dermatocystydy.

## Występowanie i siedlisko
Występuje w Ameryce Północnej, Europie, Azji i Afryce. Najwięcej stanowisk podano w Europie. Brak go w opracowanym w 2003 r. przez Władysława Wojewodę wykazie wielkoowocnikowych grzybów podstawkowych Polski, ale podano jego stanowiska w późniejszych latach.
Naziemny grzyb mykoryzowy występujący w lasach liściastych.